# Swartzia longistipitata
Swartzia longistipitata är en ärtväxtart som beskrevs av Adolpho Ducke. Swartzia longistipitata ingår i släktet Swartzia och familjen ärtväxter. Inga underarter finns listade i Catalogue of Life.